# Миссисипи в огне
«Миссисипи в огне» (англ. Mississippi Burning) — кинофильм режиссёра Алана Паркера, вышедший на экраны в 1988 году.

## Сюжет
США, штат Миссисипи, 1964 год. Убийство трёх борцов за права человека поднимает волну массовых беспорядков. Агенты ФБР Андерсон и Уорд получают задание — расследовать дело и найти преступников. Два агента имеют совершенно разные подходы: агент Алан Уорд, молодой либеральный северянин, принимает подход строгого следования конституции в расследованиях. Агент Андерсон считает, что для достижения цели необходимо преступить закон, иначе убийцы останутся на свободе.
Провести расследование оказывается сложно: местный шериф связан с крупной группировкой Ку-клукс-клан. Кроме того, агенты не могут найти ни одного чернокожего, который бы дал им показания, в связи с их страхом возмездия со стороны белых. Медленно, но неуклонно отношения между Уордом и Андерсоном начинают ухудшаться. Ситуация ещё более накаляется, когда были найдены тела правозащитников. Заместитель шерифа, Клинтон Пелл, понимает, что именно его жена указала Андерсону на место захоронения трёх активистов, за что он её избивает. Когда Андерсон видит её в больнице, между агентами завязывается драка, но после стычки агенты согласились, что они будут работать вместе по подходу Андерсона, чтобы поймать преступников.
Подключив к расследованию чернокожего агента ФБР, который похитил мэра и запугал его, Андерсон и Уорд узнают имена убийц. После этого они отправляют поддельные приглашения на встречу членов клана, которые прибывают в указанное место. Но скоро они поймут, что всё это было подстроено, начав подозревать друг друга в измене. Андерсон и Уорд, установив в месте сбора прослушку, понимают, что Лестер напуган больше всего, и именно он поможет «сдать» своих сообщников.
К вечеру Лестер находится дома. Увидев горящий крест на лужайке, он пытается бежать, но оказывается пойман тремя людьми в белых масках (как он думал — его сообщниками), которые пытаются его повесить. В этот же момент прибывает машина с агентами ФБР, которые спасают парня и организовывают при нём погоню за бандитами (на деле же похитители — агенты ФБР в колпаках клановцев). Уловка срабатывает.
Лестер, поверив, что его же сообщники угрожали его жизни, даёт показания ФБР. Это доказательство крайне важно — оно поможет выдвинуть обвинения в нарушении гражданских прав, что даёт возможность получить судебное преследование на федеральном уровне. Большинство из клановцев признаны виновными и получили наказание от трёх до десяти лет тюрьмы. Шериф Стаки оправдан. Мэр, оставшись на свободе, повесился, боясь уголовного преследования.
Жена Пелла возвращается в свой разграбленный дом и решает остаться в родном городе и начать свою жизнь с чистого листа.
Фильм завершается на моменте, когда в воскресное утро прихожане (как чёрные, так и белые) поют на месте сгоревшей церкви. Уорд впервые обращается к Андерсону по имени, спрашивая его: «Руперт, сядешь за руль?», на что тот отвечает: «Да».

## В ролях
- Джин Хэкмен — агент Руперт Андерсон
- Уиллем Дефо — агент Алан Уорд
- Фрэнсис Макдорманд — миссис Пелл
- Брэд Дуриф — заместитель шерифа Клинтон Пелл
- Р. Ли Эрми — мэр Тильман
- Гейлард Сартейн[англ.] — шериф Рэй Стаки
- Стивен Тоболовски — Клейтон Таунли
- Майкл Рукер — Фрэнк Бейли
- Пруитт Тейлор Винс — Лестер Ковенс
- Баджа Джола[англ.] — агент Монах
- Кевин Данн — агент Птица
- Тобин Белл — агент Стоукс
- Фрэнки Фэйсон — панегирист
- Том Мэйсон[англ.] — судья
- Джеффри Ноффтс — пассажир с козлиной бородкой
- Рик Зефф[англ.] — пассажир
- Кристофер Уайт — чёрный пассажир
- Глэдис Грир[англ.] — Хэтти
- Джейк Гипсон — Моус
- Дайан Ланкастер — официантка
- Стэнли В. Коллинз — Холлис
- Дэниел Уинфорд — Феннис

## Отзывы
На сайте-агрегаторе Rotten Tomatoes фильм имеет рейтинг 84% на основании 25 критических отзывов. На сайте Metacritic рейтинг фильма составляет 65 из 100 на основании 11 отзывов.

## Историческая достоверность
Фильм подвергся критике за художественные вольности в изложении событий: обстоятельства убийства трех активистов в реальности были иными, полностью был выдуман сюжетный ход с женой одного из подозреваемых, которая сообщила агенту о месте захоронения жертв. Фильм также обвиняли в том, что черные персонажи показаны пассивно, в то время как главными героями оказываются белые агенты ФБР. Например, такой точки зрения, в частности, придерживался кинорежиссер Спайк Ли. По этой же причине картину бойкотировала вдова Мартина Лютера Кинга. Брат одного из погибших активистов, Майкла Швернера, назвал фильм «бесчестным» и «расистским».

## Награды и номинации
- 1988 — четыре премии Национального совета кинокритиков США: лучший фильм, лучший режиссёр (Алан Паркер), лучший актёр (Джин Хэкмен), лучшая актриса второго плана (Фрэнсис Макдорманд).
- 1989 — приз Берлинского кинофестиваля за лучшую мужскую роль (Джин Хэкмен).
- 1989 — премия «Оскар» за лучшую операторскую работу (Питер Бижу), а также 6 номинаций: лучший фильм, лучший режиссёр (Алан Паркер), лучший актёр (Джин Хэкмен), лучшая актриса второго плана (Фрэнсис Макдорманд), лучший монтаж (Джерри Хэмблинг), лучший звук.
- 1989 — четыре номинации на премию «Золотой глобус»: лучший фильм-драма, лучший режиссёр (Алан Паркер), лучший драматический актёр (Джин Хэкмен), лучший сценарий (Крис Джеролмо).
- 1989 — номинация на премию Гильдии режиссёров США за лучшую режиссуру художественного фильма (Алан Паркер).
- 1989 — две номинации на премию «Давид ди Донателло»: лучший зарубежный фильм (Алан Паркер) и лучший зарубежный актёр (Джин Хэкмен).
- 1990 — три премии BAFTA: лучшая операторская работа (Питер Бижу), лучший монтаж (Джерри Хэмблинг), лучший звук. Кроме того, лента получила две номинации за лучшую режиссуру (Алан Паркер) и за лучшую музыку (Тревор Джонс).